# Verkehrsgemeinschaft Altötting

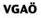
Logo der Verkehrsgemeinschaft Altötting

Die Verkehrsgemeinschaft Altötting (VGAÖ) ist ein Zusammenschluss der regionalen Busunternehmen im Landkreis Altötting.
Die Zusammenarbeit besteht aus der Fahrplankoordination und dem Gemeinschaftstarif der Verkehrsgemeinschaft Altötting.

## Beteiligte Verkehrsunternehmen
Die folgenden Busunternehmen haben sich in der Verkehrsgemeinschaft Altötting zusammengeschlossen.
- Karl Beck GmbH & Co KG
- Elite Reisen Vorderobermeier
- Brodschelm Verkehrsbetrieb GmbH
- Omnibus H. Wengler
- DB Regio Bus, Region Bayern
  - Regionalbus Ostbayern GmbH (DB Ostbayernbus)
  - Regionalverkehr Oberbayern GmbH (DB Oberbayernbus)